# Golva
Golva – miasto w Stanach Zjednoczonych, w stanie Dakota Północna, w hrabstwie Golden Valley.